# 内集団と外集団
- このスタジアム内の人々は、アメリカンフットボールのファンおよび専門家という内集団を形成し、このスポーツのファンではない人々を外集団とする。
- スタジアム内の観客と、テレビやラジオなどの外部手段で試合を観戦する人々。
- ある特定のチームに所属するファンおよび専門家と、対戦チームに所属するファンおよび専門家。
- フィールド上の専門家（選手、審判、コーチ、マスコット、チアリーダー）と、高地位の個人からの招待がない限り施設の安全な中心部へのアクセスを拒否されている有料観客。
- 私設ボックススイートへのアクセス権を持つ裕福な所有者とその上級幹部スタッフのランクと、高額な才能を持つ人々。
- 施設のメンテナンスおよび運営に関わる技術スタッフと、スポーツスタッフ（審判、タイムキーパー、統計係、試合中の裁定者）。
- 特定のチームへの特別なプレイヤーアクセスを持つ組織の承認および所属のあるメディアと、所属のないメディア。

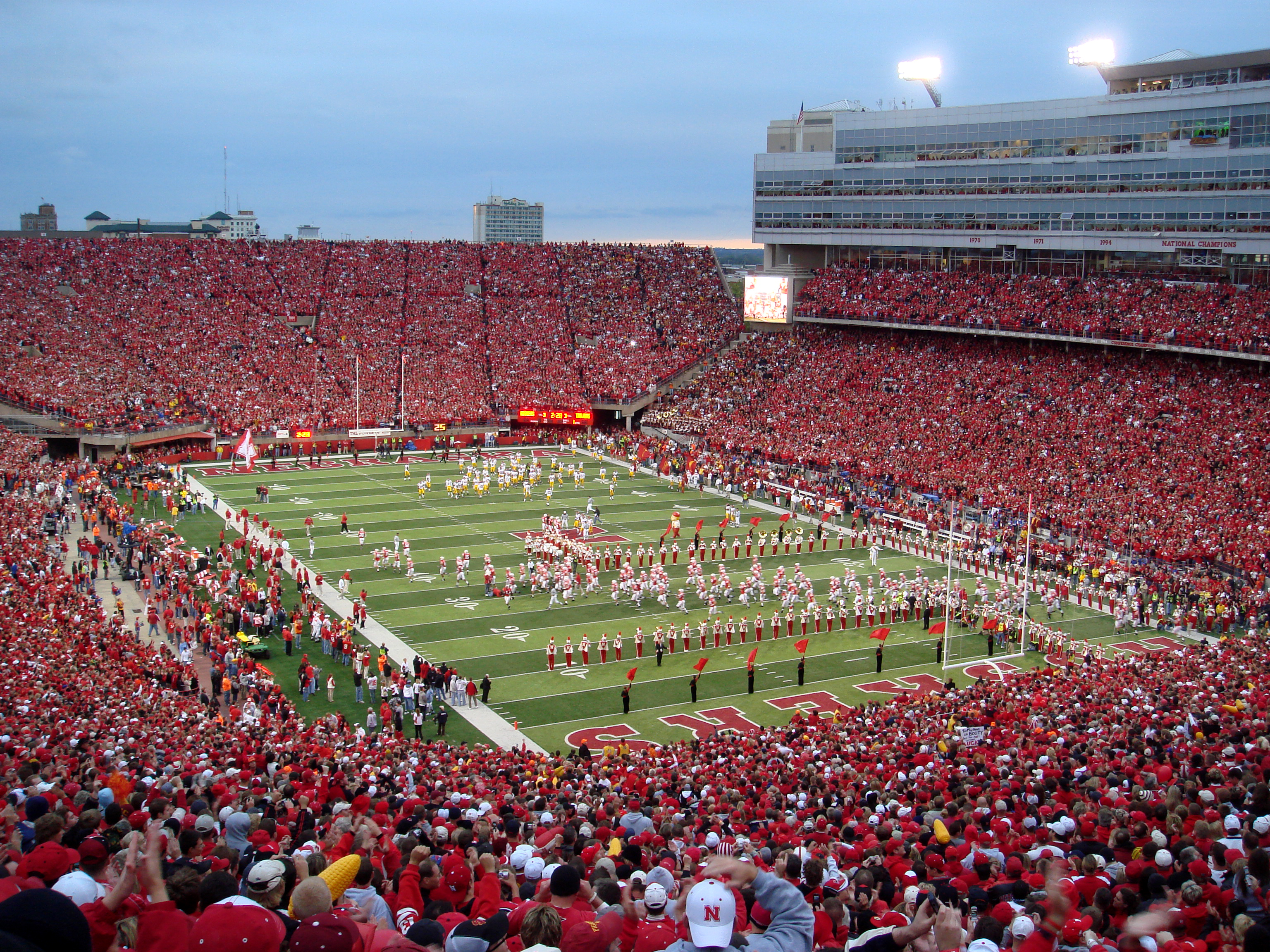
アメリカンフットボールスタジアムにおける多層的な内集団と外集団：
- このスタジアム内の人々は、アメリカンフットボールのファンおよび専門家という内集団を形成し、このスポーツのファンではない人々を外集団とする。
- スタジアム内の観客と、テレビやラジオなどの外部手段で試合を観戦する人々。
- ある特定のチームに所属するファンおよび専門家と、対戦チームに所属するファンおよび専門家。
- フィールド上の専門家（選手、審判、コーチ、マスコット、チアリーダー）と、高地位の個人からの招待がない限り施設の安全な中心部へのアクセスを拒否されている有料観客。
- 私設ボックススイートへのアクセス権を持つ裕福な所有者とその上級幹部スタッフのランクと、高額な才能を持つ人々。
- 施設のメンテナンスおよび運営に関わる技術スタッフと、スポーツスタッフ（審判、タイムキーパー、統計係、試合中の裁定者）。
- 特定のチームへの特別なプレイヤーアクセスを持つ組織の承認および所属のあるメディアと、所属のないメディア。

社会心理学と社会学において内集団と外集団（ないしゅうだんとがいしゅうだん、英: In-group and out-group）とは、ある人が心理学的に同一視する社会集団のことである。対照的に、「外集団」とは、個人が同一視しない社会集団のことである。人々は例えば、ピアグループ、家族、共同体、スポーツチーム、政党、性別、性的指向、宗教、または国家と同一視することがある。社会集団やカテゴリーへの心理的所属は、様々な現象と関連していることが判明している。
この用語は、アンリ・タジフェルと同僚が社会的アイデンティティ理論を定式化する過程で1970年代に普及した。内集団と外集団の分類の重要性は、最小集団パラダイムと呼ばれる方法を用いて特定された。タジフェルと同僚は、人々が数分以内に自己優先的な内集団を形成できること、そしてそのような集団は、特定の絵画に対する好みなど、完全に恣意的で創作された差別的特徴に基づいて形成されうることを発見した。
神経学において、人間の脳が世界を「我々と奴ら」の価値カテゴリーに分ける生得的傾向に関する確立された文献がある。ここで、内集団と外集団の正確な構成は社会的に偶発的であり（したがってプロパガンダの手段に対して脆弱である）、その強度は、「他者」化された集団の軽度な非人間化から完全な非人間化（擬種化などを通じて）までのスペクトルに沿って存在する。

## 関連する現象
人々の内集団と外集団メンバーへの心理的分類は、様々な現象と関連している。以下の例は、いずれも多くの学術的注目を集めてきた。

### 内集団贔屓
これは、特定の条件下で、人々が外集団や内集団外とみなされる者よりも、自身の内集団を好み、親近感を持つという事実を指す。これは他者の評価、好意、資源の配分など、多くの方法で表現される。他者の行動の認知も内集団贔屓の影響を受ける。同じ行動でも、それが同じ集団のメンバーによって実行されたか、異なる集団のメンバーによって実行されたかによって、非常に異なって認知される可能性がある。実際、人々は外集団メンバーよりも自分の集団やチームメンバーの行動をはるかに好意的に評価する傾向がある。この現象が起こる方法を示す例として、ある人を恣意的に明確で客観的に意味のない新しい集団に割り当てるだけで、知覚者自身の集団のメンバーが優先的に好まれる集団間バイアスを生み出すのに十分である。この現象は、モレンバーグスと同僚による2013年の実証研究で実証された。この研究では、参加者は恣意的に2つのチームに分けられ、競合チームと自分のチームの個人が手の動作を行う動画を視聴した。その後、参加者は手の動きの速さを判断するよう求められた。平均して、参加者は手の動きが全く同じ速さであったにもかかわらず、自分のチームのメンバーの方が速いと判断した。同様に、ハストーフとカントリルは1954年に先駆的な研究を行い、プリンストンとダートマスの学生が両チーム間の物議を醸した試合を見た。同じ試合の映像を見たにもかかわらず、彼らの語る出来事の版は非常に異なっており、まるで全く異なる2つの試合を見ていたかのようであった。

### 内集団贔屓と外集団バイアスの神経メカニズム
集団メンバーが割り当てられた集団以外に共通点を持たない恣意的に割り当てられた集団でさえ、なぜ内集団贔屓が起こるのか疑問に思う人もいるかもしれない。研究は、内集団贔屓と外集団バイアスが知覚の非常に早い段階で発生する神経学的レベルでの無意識の意思決定プロセスを指摘している。このプロセスは、単に人の顔を見ることから始まる可能性がある。研究によると、個人は外集団メンバーと比較して内集団メンバーの顔をより速く、より正確に認識する。例えば、人種間認識研究の研究者たちは、黒人と白人の参加者が見知らぬ黒人の顔、白人の顔、物体の写真を見て記憶しようとする際の血中酸素濃度依存性信号（BOLD）活性を記録した。この研究の参加者は、他人種の顔と比較して同人種の顔を見る際に、物体と顔の認識に関連する脳の下側頭皮質にある紡錘状回の領域、紡錘状回顔領域（FFA）でより大きな活性を示した。FFAの活性低下は、外集団メンバーを個人レベルではなくカテゴリーレベルでエンコードすることを反映しており、これは個人化情報のエンコードを犠牲にしている。これは、外集団や見慣れない顔が内集団の顔と同じ強度で「顔」として認識されない可能性を示唆している。また、先行研究では、外集団の顔の初期エンコーディングと構成的処理が妨げられると、外集団メンバーの価値低下と非人間化が悪化することが示されている。したがって、この初期エンコーディングプロセスは外集団メンバーを非人間化するだけでなく、外集団メンバーが内集団メンバーよりも互いに類似していると認識される同質性効果にも寄与する。

### 集団の同質性
人々の社会集団への分類は、集団メンバーが互いに類似しているという認識を高める。これの結果の1つが外集団同質性効果である。これは、外集団のメンバーが同質的であると認識され、一方で自身の内集団のメンバーは多様であると認識される現象を指す。例えば、「彼らは似ている；我々は多様である」といった具合である。これは特に否定的な特徴に関して起こりやすい。特定の条件下では、内集団メンバーは肯定的な特徴に関して互いに類似していると認識される可能性がある。この効果は内集団同質性と呼ばれる。

### 外集団蔑視
内集団と外集団の間の差別は、内集団に対する贔屓と外集団に対する同等の贔屓の欠如の問題である。外集団蔑視は、外集団が内集団のメンバーにとって脅威となると認識される現象である。この現象は、内集団への親和性を必要とするため、しばしば内集団贔屓を伴う。一部の研究では、外集団が内集団の目標を妨げたり阻害したりしていると認識された場合に外集団蔑視が発生することを示唆している。また、外集団蔑視は分類プロセスの自然な結果であるとも主張されている。

### 社会的影響
人々は内集団メンバーから異なる影響を受けることが示されている。つまり、集団の分類が心理的に顕著な条件下では、人々は内集団の社会的規範に沿って信念を変化させる。

### 集団極性化
これは一般的に、集団がそのメンバーの初期の傾向よりも極端な決定を下す傾向を指すが、最も中心的な信念への極性化も観察されている。この効果は、心理的に顕著な内集団と外集団の分類に関連していることが示されている。

## 人類進化における推定される役割
進化心理学において、内集団贔屓は連立所属の利点のために選択された進化メカニズムとして見られている。性別や民族性などの特徴は、そのようなシステムの柔軟性のない、あるいは本質主義的な特徴であると主張されてきた。しかし、贔屓の要素は社会的分類の変更によって消去できるという点で柔軟性があるという証拠がある。この変化は再分類として知られている。行動遺伝学分野のある研究は、柔軟なシステムと本質主義的なシステムの両方の共存を贔屓する生物学的メカニズムが存在する可能性を示唆している。